# Jean-Claude Lecante
Jean-Claude Lecante est un coureur cycliste français, né le 12 novembre 1934 à Saint-Ouen (Seine).

## Palmarès sur piste

### Jeux olympiques
- Melbourne 1956
  -  Médaillé d'argent de la poursuite par équipes (avec Michel Vermeulin, Jean Graczyk, René Bianchi)

### Championnats de France
- 1956
  -  Champion de France de poursuite par équipes (avec Jean Graczyk, Philippe Gaudrillet et André Le Dissez)

### Championnats d'Île-de-France
- 1956
  - Champion d'Île-de-France de poursuite par équipes (avec Jean Graczyk, Philippe Gaudrillet et André Le Dissez)

## Palmarès sur route
- 1957
  - 3e de Paris-Mantes
- 1958
  - 2e de Paris-Orléans